# گونلی تپه
گونلی تپه مربوط به دوره ساسانیان است و در شهرستان خدابنده، بخش مرکزی، روستای حسین‌آباد واقع شده و این اثر در تاریخ ۲۷ مرداد ۱۳۸۲ با شمارهٔ ثبت ۹۶۹۳ به‌عنوان یکی از آثار ملی ایران به ثبت رسیده است.